# Мала Бабина Гора
Мала Бабина Гора (хрв. Mala Babina Gora) је насељено место у општини Ђуловац, Бјеловарско-билогорска жупанија, Хрватска.

## Историја
До територијалне реорганизације у Хрватској била је у саставу старе општине Дарувар.

## Становништво
У попису становништва из 2011. године, Мала Бабина Гора је имала 32 становника.
| Број становника према пописима | Број становника према пописима | Број становника према пописима | Број становника према пописима | Број становника према пописима | Број становника према пописима | Број становника према пописима | Број становника према пописима | Број становника према пописима | Број становника према пописима | Број становника према пописима | Број становника према пописима | Број становника према пописима | Број становника према пописима | Број становника према пописима | Број становника према пописима |
| ------------------------------ | ------------------------------ | ------------------------------ | ------------------------------ | ------------------------------ | ------------------------------ | ------------------------------ | ------------------------------ | ------------------------------ | ------------------------------ | ------------------------------ | ------------------------------ | ------------------------------ | ------------------------------ | ------------------------------ | ------------------------------ |
| 1857                           | 1869                           | 1880                           | 1890                           | 1900                           | 1910                           | 1921                           | 1931                           | 1948                           | 1953                           | 1961                           | 1971                           | 1981                           | 1991                           | 2001                           | 2011                           |
| 0                              | 0                              | 0                              | 0                              | 0                              | 0                              | 0                              | 243                            | 169                            | 182                            | 147                            | 151                            | 73                             | 54                             | 42                             | 32                             |

Напомена: Исказује се као насеље од 1931. Године 1910. и 1921. исказиван је део насеља под називом Бабина Гора, за који се подаци налазе у насељу Велика Бабина Гора.

### Попис1991.
У попису становништва из 1991. године, Мала Бабина Гора је имала 54 становника, следећег националног састава:
| Попис 1991.‍ | Попис 1991.‍ | Попис 1991.‍ | Попис 1991.‍ | Попис 1991.‍ |
| ----------- | ----------- | ----------- | ----------- | ----------- |
|             |             |             |             |             |
| Хрвати      | Хрвати      |             | 47          | 87,03%      |
| Немци       | Немци       |             | 2           | 3,70%       |
| Југословени | Југословени |             | 1           | 1,85%       |
| Мађари      | Мађари      |             | 1           | 1,85%       |
| Словенци    | Словенци    |             | 1           | 1,85%       |
| Срби        | Срби        |             | 1           | 1,85%       |
| непознато   | непознато   |             | 1           | 1,85%       |
| укупно: 54  |             |             |             |             |